# Apollo Crews
Sesugh Uhaa, meglio conosciuto con il ring name Apollo Crews (Sacramento, 22 agosto 1987), è un wrestler statunitense sotto contratto con la WWE.
Ha cominciato la sua carriera da wrestler nel 2010, esordendo ufficialmente per la Dragon Gate in Giappone. Nel 2015 è tornato negli Stati Uniti per firmare un contratto con la WWE, federazione in cui ha vinto una volta l'Intercontinental Championship e lo United States Championship.
Ha scelto il suo ring name in WWE fondendo i nomi di due suoi idoli: il pugile Apollo Creed e l'attore Terry Crews.

## Biografia
Nato a Sacramento (California) da padre nigeriano e madre samoana, Sesugh Uhaa è cresciuto ad Atlanta (Georgia) appassionandosi al wrestling fin da bambino, avendo tra i suoi idoli The Ultimate Warrior, Steve Austin, The Rock e Kurt Angle.

## Carriera

### Circuito indipendente (2010–2015)
Una volta conclusi gli studi al college, Sesugh Uhaa si è trovato un lavoro per pagarsi gli allenamenti di wrestling; ha cominciato ad allenarsi a ventuno anni con Mr. Hughes nella sua scuola di Atlanta (Georgia) e ha debuttato come wrestler nel 2010 in piccole federazioni del circuito indipendente nordamericano.

### WWE (2015–presente)

#### NXT(2015–2016)
Sesugh Uhaa ha incominciato ad allenarsi al Performance Center della World Wrestling Entertainment ad inizio 2015 e il 13 aprile è stato ufficializzato come uno dei nuovi atleti di NXT, con il ring name Apollo Crews. Il 22 agosto, a TakeOver Brooklyn, ha sconfitto Tye Dillinger con la combinazione di Gorilla press slam e Standing moonsault; si è ripetuto nei mesi successivi battendo Martin Stone, Solomon Crowe, Johnny Gargano e Tyler Breeze. Il 14 ottobre si è aggiudicato una Battle Royal per determinare il primo sfidante all'NXT Championship detenuto da Finn Bálor, eliminando per ultimo Baron Corbin; la settimana successiva ha affrontato Bálor per il titolo ma ha vinto solo per squalifica dopo l'interferenza di Corbin, non riuscendo quindi a portarsi a casa la cintura.

#### Rosterprincipale (2016–2017)
Il 4 aprile 2016, nella puntata di Raw successiva a WrestleMania 32, Crews ha debuttato nel roster principale sconfiggendo Tyler Breeze. Nelle settimane successive è rimasto imbattuto grazie alle vittorie su Curtis Axel, Adam Rose, Heath Slater e Stardust; ha patito la sua prima sconfitta il 23 maggio, a Raw, per mano di Chris Jericho in un match di qualificazione al Money in the Bank Ladder match dell'omonimo pay-per-view. Successivamente ha iniziato una faida con Sheamus, con cui si è scontrato a Money in the Bank uscendone vittorioso.
Come parte della Brand Extension del 19 luglio 2016, Crews è stato spostato nel roster di SmackDown. Il 2 agosto ha sconfitto Baron Corbin e Kalisto in un Triple Threat match per determinare il primo sfidante all'Intercontinental Championship detenuto da The Miz; il 21 agosto, a SummerSlam, è stato però battuto dal campione a causa di una distrazione di Maryse.
Il 29 gennaio 2017 ha preso parte al suo primo Royal Rumble match, entrando sul ring come numero 22 e venendo eliminato da Luke Harper. In seguito affiancò Kalisto in un feud contro Dolph Ziggler e all'evento Elimination Chamber, Crews e Kalisto sconfissero Ziggler in un handicap match 2 contro 1. Dopo il match, Ziggler infortunò Crews a una caviglia. Questo episodio portò a un match tra i due svoltosi a SmackDown, dove a prevalere fu Ziggler. A WrestleMania 33, Crews prese parte alla André the Giant Memorial Battle Royal, vinta da Mojo Rawley.

#### Titus Worldwide (2017–2018)
L'8 aprile, per effetto del draft Crews è passato da SmackDown a Raw. Apollo diviene così la prima scelta assoluta del roster rosso . Il 17 aprile Titus O'Neil gli offre di entrare nel suo Titus Brand. Il 24 aprile Crews esordisce sul ring dello show rosso e sconfigge Curt Hawkins. Nell'episodio di Monday Night Raw del 1º maggio andato in onda da Sacramento, California, Apollo affronta Heath Slater sconfiggendolo con una Spin-out Powerbomb. Il 15 maggio a Newark, New Jersey durante Raw Apollo è nell'angolo di Titus, il quale ha un incontro improvvisato contro Big Cass. Il Titus Brand viene sconfitto e deriso, ma Crews difende il nuovo amico, colpendo Enzo Amore con un enziguri kick e facendo il verso all'italoamericano, sbeffeggiando il suo usuale balletto. Durante Raw del 22 maggio tenutosi a Grand Rapids, Michigan, le telecamere trovano Apollo discutere col suo amico di vecchia data Kalisto, il quale, dubbioso per i recenti comportamenti di Crews, gli domanda se fosse stato davvero lui ad attaccare Enzo Amore nel backstage; Crews risponde quasi indignato al luchador, affermando come non potrebbe mai compiere azioni simili e dichiara di essersi unito al Titus Brand solo per cogliere delle opportunità professionali. Nel frattempo Titus arriva sulla scena, domanda a Kalisto se avrebbe intenzione di unirsi alla sua compagnia ma il messicano rifiuta in maniera categorica: il diverbio diventa un match proprio fra Kalisto e il lottatore di origini nigeriane. Apollo fisicamente domina ma una distrazione fa sì che Kalisto possa portare a casa la vittoria, per la disperazione dei due atleti di colore.
In questo periodo, Akira Tozawa si unisce al Titus Brand, che così diventa "Titus Worldwide". Crews ebbe poi un breve feud con Elias, che lo vede sconfitto a No Mercy, e la sera seguente a Raw. Anche Dana Brooke si unisce al Titus Worldwide in qualità di manager, e Tozawa abbandona la fazione.
Alla Royal Rumble, Crews entra con il numero tredici e viene eliminato da Cesaro. Il 19 febbraio il suo ring name viene abbreviato in "Apollo" semplicemente. All'evento Elimination Chamber del 25 febbraio, Apollo e O'Neil vengono sconfitti da Sheamus & Cesaro, e nuovamente nel rematch svoltosi la sera seguente a Raw. A WrestleMania 34, Apollo partecipa alla André the Giant Memorial Battle Royal. Il 26 aprile a Raw, il suo ring name torna ad essere "Apollo Crews". Il 27 aprile all'evento Greatest Royal Rumble, Crews entra nel Royal Rumble match con il numero 33, dove viene eliminato da Randy Orton. Il 3 settembre a Raw, Dana Brooke se ne va dal Titus Worldwide.
Il 15 ottobre a Raw, Crews torna alla competizione singola e scioglie ufficialmente il Titus Worldwide. La settimana seguente, perde un match contro Elias. Il 31 dicembre a Raw, Crews vince una battle royal per stabilire il primo sfidante al titolo Intercontinental Championship detenuto da Dean Ambrose. La settimana dopo viene sconfitto da Ambrose. Il 27 gennaio 2019, alla Royal Rumble, Crews partecipò al Royal Rumble match, dove fu eliminato da Baron Corbin. A WrestleMania 35, Crews prese parte alla André the Giant Memorial Battle Royal, e fu eliminato da Andrade.

#### Varie faide (2018–2020)
Nel periodo appena successivo a WrestleMania 35 Crews viene spostato a SmackDown durante l'annuale Superstar Shake-up; combatte sporadicamente, per lo più in dark match e a Main Event.
Con l'arrivo dell'estate però torna alla ribalta, prende parte a più eventi televisivi e addirittura, nella puntata di SmackDown del 15 luglio sconfigge in maniera rocambolesca il ben più quotato Andrade. Nello stesso episodio è fra le superstar che si sono verbalmente opposte alla dittatura di Shane McMahon, schierandosi in questo modo dalla parte di Kevin Owens.
A SmackDown il 23 luglio affronta, in un incontro non valido per il titolo, il campione intercontinentale Shinsuke Nakamura, venendo sconfitto.
A SummerSlam affronta nel kick-off Buddy Murphy, perdendo per squalifica a causa dell'intervento di Rowan ai danni di Murphy.

#### United States Champion (2020–2021)
Nella puntata di Raw del 6 aprile 2020 Crews tornò in tale roster e venne sconfitto da Aleister Black. Nella puntata di Raw del 20 aprile Crews sconfisse MVP, qualificandosi al Money in the Bank Ladder match. Il 27 aprile, a Raw, Crews affrontò Andrade per lo United States Championship ma venne sconfitto per decisione arbitrale a seguito di un infortunio al ginocchio; tale infortunio lo costrinse ad essere rimosso dal Money in the Bank Ladder match (kayfabe). Nella puntata di Raw del 25 maggio Crews sconfisse poi Andrade conquistando lo United States Championship, il suo primo titolo in WWE. Il 14 giugno, nel Kick-off di Backlash, Crews mantenne poi la cintura statunitense contro Andrade. Il 19 luglio a The Horror Show at Extreme Rules, Crews avrebbe dovuto difendere lo United States Championship contro MVP ma l'incontro non ebbe inizio, dato che Apollo venne attaccato da Bobby Lashley e dallo stesso MVP. Nella puntata di Raw del 3 agosto Crews conservò la cintura statunitense contro MVP, ottenendo la nuova cintura degli Stati Uniti (che era stata introdotta dallo stesso MVP poco tempo prima). Il 23 agosto, nel Kick-off di SummerSlam, Crews difese nuovamente il titolo contro MVP. Il 30 agosto a Payback, Crews perse il titolo contro Bobby Lashley dopo 97 giorni di regno. Nel rematch, il 27 settembre a Clash of Champions, venne nuovamente sconfitto da Lashley che mantenne così lo United States Championship.

#### Principe nigeriano (2021–2022)
Il 12 ottobre, per effetto del Draft, tornò al roster di SmackDown. Nella puntata di SmackDown dell'8 gennaio affrontò Big E per l'Intercontinental Championship, ma il match terminò in un doppio count-out, e dopo l'incontro, schiaffeggiò Big E con la pretesa di un rematch immediato, dove Apollo venne successivamente sconfitto. Il 19 febbraio venne sconfitto da Shinsuke Nakamura; al termine dell'incontro, attaccò Big E e lo stesso Nakamura effettuando un turn heel. La settimana successiva, debuttò con un nuovo personaggio dichiarandosi un nigeriano di stirpe regale (con un marcato accento); quella stessa sera, inoltre, sconfisse Nakamura nel rematch della settimana prima. Il 21 marzo, a Fastlane, affrontò nuovamente Big E per l'Intercontinental Championship ma venne sconfitto. Nella rivincita titolata della seconda serata di WrestleMania 37, l'11 aprile, trionfò su Big E in un Nigerian Drum Fight grazie all'aiuto di Commander Azeez conquistando così l'Intercontinental Championship per la prima volta. Mantenne in seguito la cintura appena conquistata dapprima contro Kevin Owens il 23 aprile a SmackDown, poi contro lo stesso Owens, Big E e Sami Zayn in un Fatal 4-Way match il 21 maggio (sempre a SmackDown). Dopo aver difeso la cintura contro Owens il 4 giugno, il 13 agosto, a SmackDown, perse la cintura intercontinentale contro Shinsuke Nakamura dopo 124 giorni di regno. Nella puntata di SmackDown del 24 settembre tentò di riconquistare la cintura intercontinentale nella rivincita contro Nakamura ma venne sconfitto. Il 1º ottobre, per effetto del Draft, Crews e Commander Azeez passarono al roster di Raw. Il 21 novembre, a Survivor Series, prese parte ad una Battle Royal dedicata a The Rock ma venne eliminato. Il 29 novembre, a Raw, affrontò Damian Priest per lo United States Championship ma venne sconfitto. Nella puntata di SmackDown del 1º aprile prese parte all'annuale André the Giant Memorial Battle Royal ma venne eliminato dai Viking Raiders.

#### Ritorno adNXT(2022–2023)
Tornò a sorpresa come face ad NXT nella puntata del 7 giugno 2022 perdendo il suo accento nigeriano e confrontando l'NXT Champion Bron Breakker; più tardi, Crews e Solo Sikoa sconfissero l'NXT North American Champion Carmelo Hayes e Grayson Waller. Dopo un completo restyling del suo personaggio, entrò in una rivalità con Grayson Waller, che sconfisse il 22 ottobre a NXT Halloween Havoc in un Casket match. Il 10 dicembre, a NXT Deadline, affrontò Bron Breakker per l'NXT Championship ma venne sconfitto. Il 4 febbraio, a NXT Vengeance Day, venne sconfitto da Carmelo Hayes in un 2-out-of-3 Falls match per 2-0. Nella puntata di NXT del 28 marzo prese parte ad una Battle Royal con in palio un posto per il match per l'NXT North American Championship a NXT Stand & Deliver ma venne eliminato da Dabba-Kato.

#### Varie apparizioni (2023–presente)
Il 29 aprile 2023, per effetto del Draft, venne promosso al roster di Raw, facendovi dunque ritorno. Nella puntata di Raw del 15 maggio partecipò ad una battle royal per determinare il nuovo sfidante di Gunther per l'Intercontinental Championship ma venne eliminato da Bronson Reed. Il 5 agosto, a SummerSlam, prese parte ad una battle royal ma venne eliminato da Omos.
Tornò in azione il 4 marzo, a Raw, venendo sconfitto da Andrade. Dopo un anno torno a SmackDown dopo il Draft del 2024. Nella puntata di SmackDown del 14 giugno 2024, ha iniziato una breve faida con il Legado del Fantasma dopo che questi hanno interferito nel suo match contro Andrade, aggiungendo successivamente Baron Corbin come suo tag team partner. Nella puntata di SmackDown del 6 settembre sconfisse il rientrante Giovanni Vinci. Nel febbraio del 2025, Crews si infortuna ed è costretto ad un intervento chirurgico per uno strappo al muscolo pettorale.

## Personaggio

### Mosse finali
- Come Apollo Crews/Apollo
  - Gorilla press slam seguita da uno Standing moonsault
  - Olympic slam
  - Spin-out powerbomb
- Come Uhaa Nation
  - Gorilla press slam seguita da uno Standing moonsault
  - Standing shooting star press

### Soprannomi
- "One Man Nation"

## Titoli e riconoscimenti
- Dragon Gate
  - Dragon Gate Open the Twin Gate Championship (1) – con BxB Hulk

- Dragon Gate USA
  - Best Newcomer (2011)

- Full Impact Pro
  - FIP Florida Heritage Championship (1)

- Great Championship Wrestling
  - GCW Heavyweight Championship (1)

- Preston City Wrestling
  - PCW Heavyweight Championship (1)

- Pro Wrestling Illustrated
  - 65º tra i 500 migliori wrestler singoli nella PWI 500 (2021)

- WWE
  - WWE Intercontinental Championship (1)
  - WWE United States Championship (1)